# Shopi (supermarché)
Pour les articles homonymes, voir Shopi.
Shopi est une enseigne de supermarchés de proximité français, créée en 1973 par le groupe Promodès à travers sa filiale Prodim.
Au cours de l'été 1998, l'enseigne adopte un nouveau concept et compte jusqu'à 400 magasins environ au cours des années 2000. En 2009, le groupe Carrefour annonce la transformation progressive du parc sous les enseignes Carrefour City ou Carrefour Contact.

## Histoire
La carte de fidélité est lancée en octobre 1996 dans les magasins de Sablé-sur-Sarthe et de Fay-aux-Loges. Elle fonctionne sur un système de cumul de point qui permet d'obtenir un bon d'achat. Au début de l'année 1997, une quinzaine des 700 unités que compte l'enseigne expérimente la carte.
L'enseigne adopte un nouveau concept à l'été 1998 à Saint-Jean-de-Luz.
À partir de 1998, Promodès décide de faire disparaître l'enseigne Codec au profit de Shopi afin d'harmoniser le parc de Prodim.
En 1999, le groupe Promodès fusionne avec le groupe Carrefour et l'enseigne passe dans le giron de ce dernier.
Entre 2001 et 2005, l'enseigne remplace en grande partie le parc de Comod, enseigne des Comptoirs modernes.
Le groupe Carrefour a décidé de transformer 50 à 60 Shopi avant la fin de l'année 2009 pour les passer en Carrefour City ou Carrefour Contact.
La conversion en Carrefour Market de l'ensemble des supermarchés Champion détenus en propre a été « un énorme succès », revendique Lars Olofsson en 2010. Le groupe Carrefour a poursuivi les transformations de ses enseignes, aboutissant à la disparition progressive de la marque Shopi dès le début des années 2010.
À partir de 2009, dans la stratégie « multi-format mono-marque » développée par le groupe Carrefour, l'enseigne Shopi est remplacée principalement par Carrefour City pour les points de vente situés en centre-ville et par Carrefour Contact pour les magasins implantés en zone rurale.
Le programme de fidélité s'est arrêté le 31 décembre 2014, avec la disparition de la marque.
Le dernier point de vente ferme au cours de l'année 2019 à Pont-sur-Yonne. Historiquement les magasins Shopi faisaient une surface comprise entre 400 m2 et 1055 m

## Les magasins

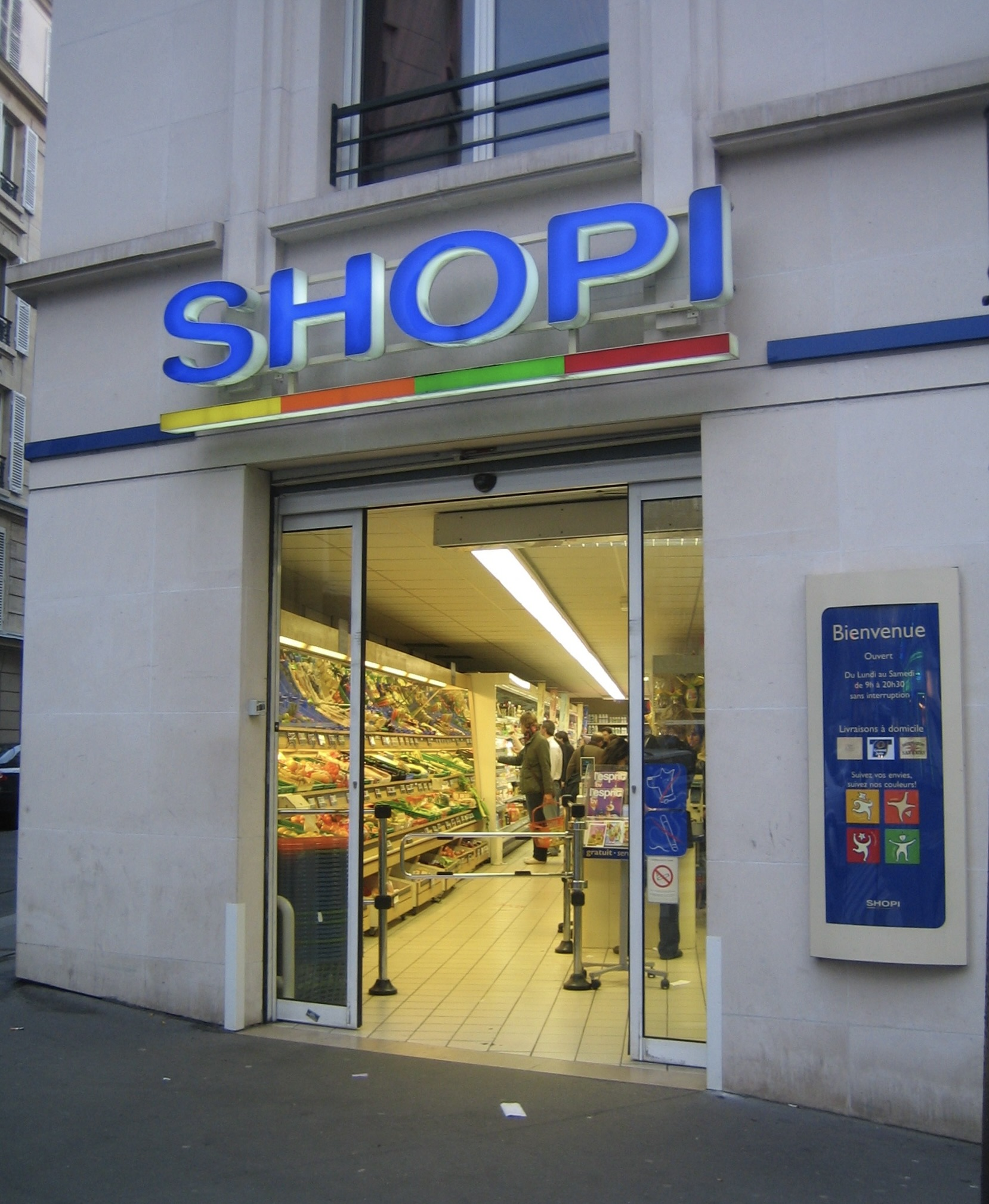
Un magasin situé rue Laugier à Paris, devenu un Carrefour City.

Dans ces magasins, on trouvait les produits MDD « Grand Jury », ainsi que la gamme produits n°1 et les produits Reflets de France.
Proposer à la clientèle une offre plus large, à des prix « supermarchés », des magasins ayant une surface plus étendue que les magasins des trois autres marques de Carrefour Proximité France. Les magasins proposent les marques communes aux magasins CPM, Grand Jury et Reflets de France.

## Partenariats, communications et actions sociales
À l'instar des enseignes FPC (Filière Proximité Carrefour), Shopi était partenaire du Téléthon depuis 1996. Durant la première année, l'enseigne a remis 160 000 €, à l'association française contre la myopathie. L'enseigne est aussi partenaire de l'Unicef, en invitant les clients à faire don des points cadeaux contre du matériel pour les enfants défavorisés et non scolarisés en Afrique. La diffusion d'un magazine et de prospectus est aussi réalisée auprès de la clientèle.

## Centrales d'achats
Les magasins étaient approvisionnés par les entrepôts de Carrefour Supply Chain (ex : Logidis Comptoirs-Modernes), filiale chargée de l'approvisionnement des magasins du Carrefour.

## Identité visuelle

### Slogans
- Avant les années 2000 : « Y'a pas plus près, y'a pas plus frais »
- Jusqu'en 2003 : « Tout un état d'esprit »
- De 2003[10] à 2017 : « Le plein d'attentions »